# Fundación Renacer
La Fundación Renacer es una organización sin ánimo de lucro salvadoreña creada en 2013 por el empresario y filántropo Fernando Poma, con el fin de apoyar mediante programas de capacitación técnica y oportunidades laborales a jóvenes en condición de vulnerabilidad en el país centroamericano, en colaboración con compañías como Tigo, Scotiabank y Banco Agrícola, entre otras.

## Historia

### Inicios
En 2013, el empresario y filántropo Ricardo Poma, reconocido por su asociación con el conglomerado empresarial Grupo Poma, expresó la idea a su hijo Fernando de emprender una iniciativa para ayudar a los adolescentes en hogares de acogida que al cumplir su mayoría de edad debían abandonar la protección de dichos hogares. De esta forma, Fernando Poma junto con su esposa e hijos creó oficialmente el 30 de octubre de 2013 la Fundación Renacer.

### Programas

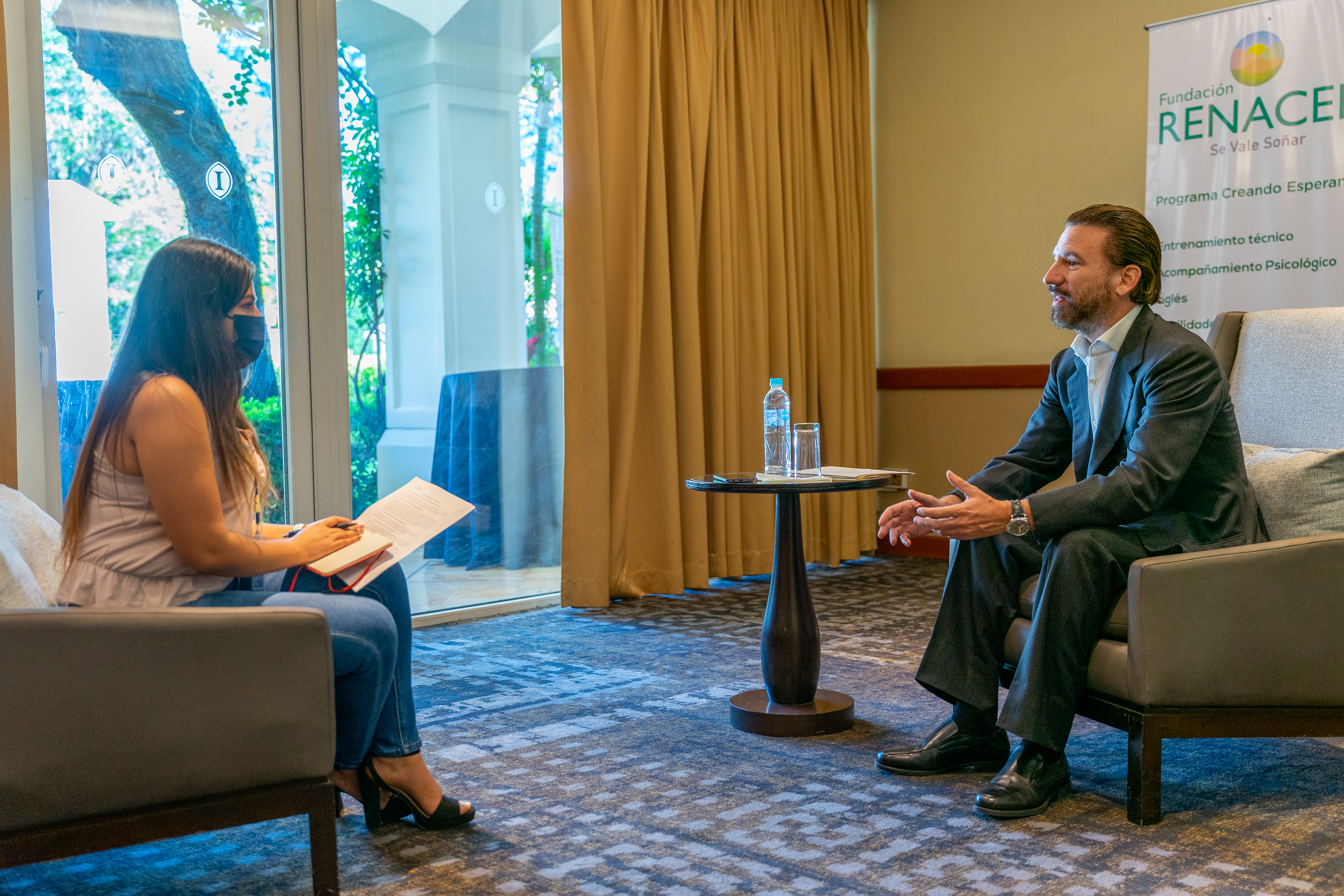
Fernando Poma (derecha), fundador.

Inicialmente, la fundación puso en marcha el programa «Creando Esperanza», en el que jóvenes en estado de vulnerabilidad tienen acceso a un programa de formación técnica de doce meses en diversas áreas laborales, para luego ser contratados por alguna empresa perteneciente al Grupo Poma o vinculada directamente con el proyecto. Dicho programa se complementó con clases de inglés y un certificado internacional como Especialista en el paquete Microsoft Office para cada participante. Desde su creación, el programa ha logrado la integración de más de sesenta empresas, entre las que destacan Tigo, Scotiabank, Banco Agrícola, el Grupo Publimovil, Credicomer y el Grupo Unicomer, entre otras.
«Sembrando Valores», el segundo programa avalado por el Ministerio de Educación de El Salvador que lleva a cabo la fundación, trabaja directamente en la capacitación de docentes y directores de escuelas públicas, «para aplicar la enseñanza de valores en los alumnos, integrados en los contenidos de enseñanza de cada materia», según el diario salvadoreño La Prensa Gráfica.

### Actualidad
En abril de 2022, Poma anunció que la fundación había logrado un acuerdo con Oracle Corporation para que los beneficiarios del programa «Creando Esperanza» tuvieran la oportunidad de convertirse en programadores junior en el lenguaje Java.